# شويتا شيتي
شويتا شيتي (بالإنجليزية: Shweta Shetty)‏ هي مغنية هندية، ولدت في 1969 في مومباي في الهند.

## وصلات خارجية
- شويتا شيتي على موقع IMDb (الإنجليزية)
- شويتا شيتي على موقع ميوزك برينز (الإنجليزية)
- شويتا شيتي على موقع ديسكوغز (الإنجليزية)

- الموقع الرسمي